# 工士
工士，是指2014年6月20日，位于湖北省孝感市的湖北职业技术学院为该校优秀应届毕业生授予的名为“工士”的证书。湖北职业技术学院承认该行为“未经国家教育部、地方教育行政部门批准”。2014年6月22日，教育部新闻发言人续梅在接受《北京青年报》记者采访时表示，这项试点是湖北职业技术学院自己的行为，而且其向毕业生颁发的“工士”是荣誉称号，而非学位，更不代表中国学位序列中已经有了“工士”这一学位。